# Crossotus barbatus
Crossotus barbatus là một loài bọ cánh cứng trong họ Cerambycidae.